# YTRAPRETFA 2
YTRAPRETFA 2 – album z remiksami utworów z płyty Afterparty zespołu Cool Kids of Death.

## Spis utworów
1. "Bal sobowtórów - Kosakot Sooo 2007 Remix (Sorry Ghettoblaster)"
2. "Nagle zapomnieć wszystko - Flwnkz"
3. "Mężczyźni bez amunicji - Videoturisten"
4. "TV Panika - Goodboy Khris aka Nygga Dick (Dick4Dick)"
5. "Afterparty - Cinass"
6. "Ruin gruz - Methadone RMX"
7. "Mamo mój komputer jest zepsuty - Deuce (Psychocukier)"
8. "Afterparty_Transition_Remix_by_Egoist"
9. "Bal sobowtórów - Angelo Paradiso Remix"
10. "Nagle zapomnieć wszystko - Mediengrupe Telekommander"
11. "Leżeć - Sid Cesar /aka Dada Hipster/"
12. "Mężczyźni bez amunicji - Kamp!"
13. "Nagle zapomnieć wszystko - Antosh"
14. "Śmierć turystom - CKOD & Supra1"
15. "Uważaj MIX - Drivealone"